# 2-喹诺酮
2-喹诺酮（2-quinolone）是一种衍生自喹啉的有机化合物，属环状酰胺。
大部分的喹诺酮类药物都衍生自2-喹诺酮与4-喹诺酮。2-喹诺酮与2-羟基喹啉为互变异构体关系。

## 合成路径
喹诺酮类化合物的化学合成通常涉及环闭合反应。这些反应通常在环氮的对位碳上引入一个羟基基团（一个–OH官能团）。这种合成的一个例子是坎普斯环化反应，根据起始材料和反应条件的不同，可以得到如下所示的2-羟基喹啉（B）和4-羟基喹啉（A）。这些羟基喹啉会互变异构成为喹诺酮类化合物。